# Jacek
Jacek [ˈjat͡sɛk], früher Jacenty ist ein männlicher Vorname im Polnischen.

## Herkunft und Bedeutung
Der Name kommt aus dem Griechischen, von Hyakinthos. Die französische Form heißt Hyacinthe, die spanische Form Jacinto, die italienische Giacinto, die ungarische Jácint, die englische Hyacinth und die deutsche Hyazinth.

## Namenstag
- 10. Februar
- 3. Juli
- 17. August
- 11. September

## Bekannte Namensträger
- Jacek Bąk (* 1973), polnischer Fußballspieler
- Jacek Bogucki (* 1959), polnischer Politiker
- Jacek Dehnel  (* 1980), polnischer Schriftsteller, Übersetzer und Maler
- Jacek Dukaj (* 1974), polnischer Science-Fiction-Autor
- Jacek Falfus  (* 1951), polnischer Politiker
- Jacek Gdański (* 1970), polnischer Schachmeister
- Jacek Gmoch (* 1939), polnischer Fußballspieler und -trainer
- Jacek Różycki (um 1630/40–1704), polnischer Komponist
- Jacek Jezierski (* 1949), katholischer Geistlicher und Bischof von Elbląg
- Jacek Kaczmarski (1957–2004), polnischer Schriftsteller, Dichter und Sänger
- Jacek Krzynówek (* 1976), polnischer Fußballspieler
- Jacek Kuroń (1934–2004), polnischer Bürgerrechtler
- Jacek Kurski  (* 1966), polnischer Politiker
- Jacek Majchrowski  (* 1947), polnischer Jurist und Politiker, Bürgermeister von Krakau
- Jacek Malczewski (1854–1929), polnischer Maler
- Jacek Namieśnik (1949–2019), polnischer Ingenieur und Chemiker
- Jacek Płachta  (* 1969), deutsch-polnischer Eishockeyspieler
- Jacek Saryusz-Wolski (* 1948), polnischer Politiker
- Jacek Wójcicki (* 1960), polnischer Schauspieler und Sänger
- Jacek Wszoła (* 1956), polnischer Hochspringer